# Kaze ni tatsu lion
Pour plus de détails, voir Fiche technique et Distribution.
Kaze ni tatsu lion (風に立つライオン) est un film japonais réalisé par Takashi Miike, sorti en 2015.

## Synopsis
Le docteur Koichiro part au Kenya pour soigner des enfants soldats.

## Fiche technique
- Titre : Kaze ni tatsu lion
- Titre anglais : The Lion Standing in the Wind
- Réalisation : Takashi Miike
- Scénario : d'après le roman de Masashi Sada et Hiroshi Saitō, lui-même inspiré d'une chanson de Masashi Sada[1]
- Musique : Kо̄ji Endо̄
- Photographie : Nobuyasu Kita
- Montage : Kenji Yamashita
- Production : Naoto Fujimura, Shigeji Maeda et Misako Saka
- Société de production : Ax-On, Chukyo TV Broadcasting Company, Core International, Fukuoka Broadcasting System, Gentōsha, Hiroshima Telecasting, Miyagi Television Broadcasting, Nagasaki International Television Broadcasting, Nippon Television Network, Oriental Light and Magic, Sapporo Television Broadcasting Company, Shizuoka Daiichi Television, The Yomiuri Shimbun, Tо̄hо̄, U-Can et Video Audio Project
- Pays :  Japon
- Genre : Drame
- Durée : 139 minutes
- Dates de sortie : 
  -  Japon : 14 mars 2015

## Distribution
- Takao Ōsawa : Koichiro Shimada
- Satomi Ishihara : Wakako Kusano
- Yо̄ko Maki : Takako Akishima
- Masato Hagiwara : Katsuhiko Aoki
- Ryо̄hei Suzuki
- Ayako Fujitani : Satoko Kojima
- Honoka Matsumoto : Satoko Kojima jeune
- Kumi Nakamura : Kiyomi Akijima
- Hajime Yamazaki : Seiichi Akijima
- Renji Ishibashi : Masayuki Murakami
- Jun'ya Maki : Koichiro Shimada enfant
- Patrick Oketch : Afundi